# Кечиоренгюджю
Кечиоренгюджю (тур. Keçiörengücü Spor Kulübü) — турецкий футбольный клуб из Кечиорена, района города Анкара, в настоящее время выступающий в Первой лиге, второй по уровню в системе футбольных лиг Турции. Домашние матчи команда проводит на стадионе «Анкара Актепе», вмещающем около 5 000 зрителей.

## История
В 1945 году в Анкаре была создана молодёжная команда «Хаджеттепе Генчлик». Спустя девять лет она стала победителем лиги Анкары. В 1955 году вместе с рядом других клубов столицы Турции она организовала профессиональную лигу, которую тогда же и выиграла. В сезоне 1957/1958 «Хаджеттепе Генчлик» также стал чемпионом Анкары. В 1959 года он стал участником первого профессионального чемпионата Турции. В следующем сезоне «Хаджеттепе» вылетел из Национальной лиги, потерпев неудачу в переходном турнире. В 1962 году он вернулся в элиту турецкого футбола и провёл там ещё шесть лет, вылетев по итогам сезона 1967/1968. Испытывающий финансовые трудности «Хаджеттепе» в итоге к 1974 году скатился до любительского уровня. 
В 1988 году по инициативе мэра Кечиорена Мелиха Гёкчека клуб был переименован в «Кечиоренгюджю», но по решению суда ему было возвращено название «Хаджеттепе». В том же году на общем собрании всех членов клуба единогласно было принято название «Кечиоренгюджю». В 1989 году команда вышла во Вторую лигу (второй уровень в системе футбольных лиг Турции в то время), но в 1993 году вновь вылетела в Третью лигу. «Кечиоренгюджю» в сезоне 1997/1998 снова выступал во Второй лиге, но не сумел в ней задержаться. В 2006 году команда выиграла свою группу в Третьей лиге (уже четвёртый уровень в это время) и вышла во Лигу B, откуда вылетела спустя год. В 2010 году «Кечиоренгюджю» проиграл по серии пенальти в финале плей-офф за выход во Вторую лигу клубу «Малатья Беледиеспор». В 2014 году он стал победителем своей группы Третьей лиги и тем самым заполучил себе место во Второй лиге. В 2016 году «Кечиоренгюджю» уступил в полуфинале плей-офф за выход в Первую лигу «Гюмюшханеспору», а в 2018 году на той же стадии — «Афжет Афьонспору». Наконец в сезоне 2018/2019 «Кечиоренгюджю» занял первое место в Белой группе Второй лиги и вышел в Первую лигу.

## Текущий состав
| №  |              | Поз. | Имя                                      | Год рождения |
| -- | ------------ | ---- | ---------------------------------------- | ------------ |
| -  | Флаг Гамбии  | Нап  | Ламин Яллоу                              | 1994         |
| -  | Флаг Турции  | Защ  | Алпай Челеби                             | 1999         |
| 3  | Флаг Турции  | Защ  | Мухаррем Джинан                          | 1998         |
| 4  | /            | Защ  | Айкут Демир                              | 1988         |
| 5  | Флаг Турции  | ПЗ   | Умут Уйсал                               | 1998         |
| 6  | Флаг Турции  | ПЗ   | Айкут Чевикер                            | 1990         |
| 7  | /            | Нап  | Хамза Гюр                                | 1994         |
| 8  | /            | ПЗ   | Абдуллах Айдын (→ Бешикташ)              | 2000         |
| 9  | Флаг Франции | Нап  | Расхад Мухаммед                          | 1993         |
| 11 | Флаг Албании | ПЗ   | Юрген Барди                              | 1997         |
| 12 | Флаг Мали    | Нап  | Алей Малле (→ Эюпспор)                   | 1998         |
| 16 | Флаг Турции  | Защ  | Мухаммед Сарыкая (→ Истанбул Башакшехир) | 2002         |
| 17 | Флаг Турции  | Нап  | Мелих Инан                               | 1999         |
| 20 | Флаг Турции  | ПЗ   | Микаил Окьяр (→ Эюпспор)                 | 1999         |
| 23 | Флаг Турции  | Нап  | Муса Актас                               | 1998         |

| №  |               | Поз. | Имя                            | Год рождения |
| -- | ------------- | ---- | ------------------------------ | ------------ |
| 26 | Флаг Турции   | Защ  | Барыш Ярдымджы                 | 1992         |
| 27 | /             | Нап  | Селим Гюндюз                   | 1994         |
| 29 | Флаг Франции  | Нап  | Малалей Дембеле                | 1997         |
| 33 | Флаг Нигерии  | ПЗ   | Христиан Инносент              | 2004         |
| 34 | Флаг Турции   | Вр   | Боран Гюнгёр                   | 2000         |
| 41 | Флаг Турции   | Защ  | Хашим Сарман                   | 2003         |
| 57 | Флаг Турции   | Защ  | Батухан Яйикджы                | 1996         |
| 60 | Флаг Турции   | ПЗ   | Бекир Карадениз (→ Пендикспор) | 1999         |
| 67 | /             | Защ  | Мете Челик                     | 1996         |
| 71 | Флаг Турции   | Вр   | Метин Учар                     | 1991         |
| 88 | Флаг Турции   | Вр   | Батухан Атадж                  | 2001         |
| 89 | Флаг Турции   | Защ  | Эркам Решмен                   | 1989         |
| 98 | Флаг Бразилии | Нап  | Андерсон Кордейро              | 1998         |
| 99 | /             | Нап  | Патрик Фрайдей Эзе             | 1992         |